# Gle Gajahpeujut
Gle Gajahpeujut är en kulle i Indonesien.   Den ligger i provinsen Aceh, i den västra delen av landet, 1 700 km nordväst om huvudstaden Jakarta. Toppen på Gle Gajahpeujut är 173 meter över havet.
Terrängen runt Gle Gajahpeujut är varierad, och sluttar norrut.Runt Gle Gajahpeujut är det ganska tätbefolkat, med 160 invånare per kvadratkilometer. Närmaste större samhälle är Reuleuet, 7,4 km nordost om Gle Gajahpeujut. I omgivningarna runt Gle Gajahpeujut växer i huvudsak städsegrön lövskog.